# Menzerita-(Y)
La menzerita-(Y) és un mineral de la classe dels silicats que pertany al grup dels granats. Rep el nom en honor del cristal·lògraf Georg Menzer (4 de maig de 1897, Riga, Imperi Alemany - 13 d'octubre de 1989, Gauteng, Alemanya), el primer a resoldre l'estructura cristal·lina del granat el 1925.

## Característiques
La menzerita-(Y) és un nesosilicat de fórmula química (Y₂Ca)Mg₂(SiO₄)₃. Va ser aprovada com a espècie vàlida per l'Associació Mineralògica Internacional l'any 2009, sent publicada per primera vegada el 2010. Cristal·litza en el sistema isomètric. La seva duresa a l'escala de Mohs es troba entre 6,5 i 7.
Segons la classificació de Nickel-Strunz, la menzerita-(Y) pertany a «9.AD - Nesosilicats sense anions addicionals; cations en [6] i/o major coordinació» juntament amb els següents minerals: larnita, calcio-olivina, merwinita, bredigita, andradita, almandina, calderita, goldmanita, grossulària, henritermierita, hibschita, hidroandradita, katoïta, kimzeyita, knorringita, majorita, morimotoïta, vogesita, schorlomita, spessartina, uvarovita, wadalita, holtstamita, kerimasita, toturita, momoiïta, eltyubyuïta, coffinita, hafnó, torita, thorogummita, zircó, stetindita, huttonita, tombarthita-(Y), eulitina i reidita.

## Formació i jaciments
Va ser descoberta a l'illa de Bonnet, situada a la badia georgiana, dins el districte de Parry Sound (Ontario, Canadà), on es troba en forma d'inclusions dins de cristalls euèdrics d'almandina. També ha estat descrita a Domanínek, al municipi de Bystřice nad Pernštejnem (Regió de Vysočina, República Txeca). Aquests dos indrets són els únics de tot el planeta on ha estat descrita aquesta espècie mineral.